# Scoparia schizodesma
Scoparia schizodesma là một loài bướm đêm trong họ Crambidae.